# Faceva il palo
Faceva il palo è una canzone in dialetto milanese scritta da Walter Valdi e Enzo Jannacci pubblicata per la prima volta il 6 maggio 1966 nel 45 giri Faceva il palo/E savé. In seguito, nel mese di luglio, è stata inserita in Sei minuti all'alba, secondo album in studio del cantante italiano Enzo Jannacci, pubblicato dalla casa discografica Jolly.

## Descrizione
Il testo del brano in dialetto milanese è stato scritto con Walter Valdi. Racconta con ironia geniale un episodio di piccola malavita. Il palo della banda dell'Ortica che dovrebbe stare di vedetta controllando che non arrivi nessuno durante la rapina che stanno eseguendo i suoi complici in realtà non si accorge di nulla quando arriva la polizia e così li arrestano tutti, tutti tranne lui. Lui rimane a scrutare nella notte e alla fine si stanca di aspettare senza rendersi conto della situazione. Confondendo le elemosine ricevute dai passanti per una refurtiva “portata su a cento lire”, si convince che i suoi soci sono incapaci e quindi pensa di lasciare la banda e mettersi in proprio. La canzone racconta in modo ironico la periferia degli anni sessanta del XX secolo diventando col tempo un successo di pubblico che resiste nel tempo.

## Cover
Il brano è stato interpretato da numerosi cantanti.
- Nel 1973 da Nanni Svampa ed è contenuto nella raccolta Milanese - Antologia della canzone lombarda nella sezione Il cabaret.[5]
- Nel 2001 a Zelig da I Martesana in collaborazione con Ale e Franz.[6]
- Nel 2006 da Maria Monti che la inserisce nel suo Le più belle canzoni di Maria Monti.
- Nel 2018 da Paolo Rossi.[7]
- Nel 2022 da Elio a I Suoni delle Dolomiti.[8]